# Liêm Tuyền
Liêm Tuyền là một phường thuộc tỉnh Ninh Bình, Việt Nam.

## Địa lý
Liêm Tuyền nằm cách phường Hoa Lư - trung tâm tỉnh lỵ Ninh Bình 35 km về phía Bắc, có vị trí địa lý:
- Phía đông giáp xã Bình Lục.
- Phía tây giáp phường Phủ Lý.
- Phía nam giáp xã Liêm Hà và xã Bình Mỹ.
- Phía bắc giáp phường Hà Nam và phường Tiên Sơn.

Phường Liêm Tuyền	có diện tích:	21,44	km², 	dân số:	27.781	người, mật độ dân số: 	1296	người/km². 	Đây là đơn vị có diện tích xếp thứ:	103	, số dân xếp thứ: 	84	và mật độ dân số xếp thứ: 	55	trong số 129 xã, phường ở Ninh Bình.
Phường này nằm trên Quốc lộ 21B, 37B, Đường cao tốc Bắc – Nam.

## Lịch sử
Theo Nghị quyết số 1674/NQ-UBTVQH15 ngày 16/6/2025 về sắp xếp các đơn vị hành chính cấp xã của tỉnh Ninh Bình năm 2025, Sắp xếp toàn bộ diện tích tự nhiên, quy mô dân số của phường Tân Liêm, xã Đinh Xá và xã Trịnh Xá thành phường mới có tên gọi là phường Liêm Tuyền.